# La Trinca: la biografía no autorizada
La Trinca: biografía no autorizada es una película para televisión producida por Televisió de Catalunya, Diagonal TV y Gestmusic emitida por el canal autonómico TV3 el 22 de junio de 2011. Está protagonizada por los tres finalistas del concurso de TV3 Buscant la Trinca: Dídac Flores, Marc Marginet y David Moreno, que se ponen en la piel de los tres componentes del grupo de música catalán La Trinca. En esta comedia musical se narra una de las primeras giras que hizo el grupo cuando este empezaba a despuntar en el panorama musical catalán. 
Los tres integrantes del grupo aparecen en la película en forma de cameos.

## Argumento
El joven grupo La Trinca debutan en el mundo de la música y la farándula en una gira veraniega de los años 70. Durante sus espectáculos vemos como los tres jóvenes ven de manera distinta su repentina llegada a la fama, como se vivía la presión de la censura, y las primeras pinceladas del destape.

## Reparto
- Dídac Flores - Josep Maria Mainat
- Marc Marginet - Toni Cruz
- David Moreno - Miquel Àngel Pascual
- Joel Joan - Ricard Armengol
- Marina Gatell - Merche Alcázar
- Carmen Balagué - Germinal Torelló
- Albert Espinosa - Merlini
- Rosa Boladeras - Fabia
- Lloll Bertran - Madre
- Pep Anton Muñoz - Murgui
- Sergi Albert - Emili Martorell
- Quimet Pla - Domingo
- Camilo García - Emili Martorell
- Antonio del Valle - Moisés Carmona
- Quim Capdevila - Salomón Carmona
- Òscar Monclús - Abraham Carmona
- Benjamí Conesa - Murgui
- Vicky Luengo - Carmen Martínez Bordiu
- Iris Arisa - Pilar
- Nina Agustí - Marquesa de Villaverde